# Georges Rayet
Georges Antoine Pons Rayet (Bordeaux, 22 dicembre 1839 – 14 giugno 1906) è stato un astronomo francese.
Iniziò a lavorare presso l'osservatorio di Parigi nel 1863. Era specializzato nella spettroscopia, che allora era un nuovo ambito di ricerca; si interessò anche di meteorologia.
Fu fondatore nonché direttore per oltre 25 anni (fino alla sua morte) dell'osservatorio di Bordeaux.
Scoprì nel 1867, assieme a Charles Wolf, le stelle di Wolf-Rayet.